# All-Ireland Senior Hurling Championship 1901
L'All-Ireland Senior Football Championship 1901 fu l'edizione numero 15 del principale torneo di hurling irlandese. Londra batté Cork in finale, ottenendo il primo titolo della sua storia.

## Formato
Parteciparono 12 squadre, tre per il Leinster, cinque per il Munster, 2 per il Connacht e 2 per l'Ulster, dove si disputò il primo titolo provinciale della storia. Inoltre partecipò pure Londra, che fu ammessa di diritto alla finale generale, dove sarebbe stata sfidata dai campioni del campionato nazionale irlandese in senso stretto.

## Torneo
Connacht Senior Hurling Championship
| Finale | Galway | 4-10 – 2-0 | Roscommon |  |

Leinster Senior Hurling Championship
| Finale | Wexford | 7-6 – 1-3 | Offaly |  |

Munster Senior Hurling Championship
| Finale | Cork | 3-10 – 2-6 | Clare |  |

Ulster Senior Hurling Championship
| Finale | Antrim | 0-41 – 0-12 | Derry |  |

All-Ireland Senior Hurling Championship
| Dublino 12 aprile 1903 Semifinale | Wexford | 4-9 – 1-2 | Antrim | Jones's Road |

| Limerick 17 maggio 1903 Semifinale | Cork | 7-12 – 1-3 | Galway | Markets Field |

| 14 giugno 1903 Home final | Cork | 2-8 – 0-6 | Wexford | Carrick-on-Suir |

| Dublino 2 agosto 1903 Finale | London                 | 1-5 – 0-4 | Cork | Jones's Road (c.1,000 spett.)\| Arbitro: \| J. McCarthy (Kilkenny) \| |
| Arbitro:                     | J. McCarthy (Kilkenny) |           |      |                                                                       |

- Londra divenne la sesta squadra a vincere il titolo.